# Мириам (язык)
Мириам (мериам-мир) — папуасский язык трансновогвинейской филы. На языке говорят аборигены, обитающие на островах Торресова пролива Австралии. Число носителей согласно переписи населения Австралии 2006 года — 212 человек. Другая часть аборигенов говорит на языке кала-лагав-я, который относится не к папуасским языкам, а к языкам Австралии.

## Лингвистическая характеристика

### Фонетика и фонология

#### Гласные
| Подъём                | Ряд      | Ряд      |
| Подъём                | Передний | Задний   |
| --------------------- | -------- | -------- |
| Верхний               | i ⟨i⟩    | u ⟨u⟩    |
| Ненапряжённый верхний | ɪ ⟨ì⟩    | ʊ ⟨ù⟩    |
| Средний               | e, ɛ ⟨e⟩ | o ⟨o⟩    |
| Нижний                | a, ʌ ⟨a⟩ | ɔ ⟨o⟩⟨ò⟩ |

#### Согласные
|               |               | Губные | Альвеолярные | Альвеолярные | Палатальные | Велярные | Глоттальные |
| Центр.        | Латер.        | Губные |              |              | Палатальные | Велярные | Глоттальные |
| ------------- | ------------- | ------ | ------------ | ------------ | ----------- | -------- | ----------- |
| Носовые       | Носовые       | m      | n            |              |             |          |             |
| Взрывные      | Звонкие       | b      | d            |              |             | g        |             |
| Взрывные      | Глухие        | p      | t            |              |             | k        |             |
| Взрывные      | Придых.       |        |              |              |             |          |             |
| Аффрикаты     | Звонкие       |        |              |              |             |          |             |
| Аффрикаты     | Глухие        |        |              |              |             |          |             |
| Фрикативные   | Звонкие       |        | z            |              |             |          |             |
| Фрикативные   | Глухие        |        | s            |              |             |          |             |
| Одноударные   | Звонкие       |        |              | ɾ            |             |          |             |
| Аппроксиманты | Аппроксиманты | w      |              | l            | j           |          |             |